# ريتا أفيلا
ريتا أفيلا هي عارضة وممثلة فلبينية، ولدت في 22 يونيو 1968 في مدينة إيلويلو في الفلبين.

## وصلات خارجية
- ريتا أفيلا على موقع IMDb (الإنجليزية)
- ريتا أفيلا على موقع قاعدة بيانات الفيلم (الإنجليزية)